# 2015年山阳县8·12山体滑坡事故
2015年山阳县8·12山体滑坡事故2015年8月12日发生在中国陕西省山阳县的山体滑坡事故，造成65人死亡。由于该事故发生在天津港爆炸事故同一天，因此山阳山体滑坡未被媒体广泛关注。
8月12日零时30分左右，陕西省山阳县中村镇烟家沟村突发山体滑坡，土石量150多万方，陕西五洲矿业股份有限公司山阳分公司生活区15间职工宿舍、3间民房被埋，14人获救，包括7名未成年人在内65人失踪（此前山阳县政府公布失踪人数40余人）。消防、武警等700多人参与救援。事发时工人们正在睡觉。由于滑坡发生短短几分钟，很多人来不及逃跑，往山上逃跑者存活，但往山下逃跑者被土石掩埋。

## 死者
死者来自陕西、浙江、甘肃、四川4省14个市、县，年龄最小者仅8个月。

## 官方反应
中共中央总书记习近平要求全力组织搜救被埋人员，尽最大努力减少人员伤亡，防范次生灾害发生，做好安抚安置工作。国务院总理李克强作出批示，要求国土资源部部长姜大明带队的国务院工作组会同国土资源部副部长汪民、中共陕西省委书记赵正永、省长娄勤俭、副省长庄长兴、省军区副司令员戚智学组织抢险救援工作。

## 质疑
事发当天并未下雨,山阳县是“中国钒都”，钒矿储量亚洲第一，由于是支柱产业，当地过度采矿挖空山体，造成环境污染和安全隐患。当地民众对此诟病已久。在2014年八九月份就曾密集落石,矿方仅叮嘱“夜里睡觉别太死”；事故前几天,也出现落石,砸了炸药库,矿方只转移了炸药库,并未停产转移工人。五洲矿业公司销售收入高，公司以前就熏死多名矿工、矿区离居民区太近引起不满，但因为是省属国企,山阳县政府很难监管。由于缺乏媒体监督和舆论追问,该事件后续调查和信息披露并不迅速明朗。此外还存在安全措施不到位，失踪人数不明等。

## 调查善后
事故中丧生的董文学一家的亲属称官方说法为“自然灾害，每人赔偿50万，政府再给补助10万”，镇政府称“人挖不出来了，不挖了”。
2016年1月国务院批复陕西省人民政府《关于山阳县“８·１２”突发特大山体滑坡灾害处置工作情况报告》认定该事故是一起特大型自然灾害，并对８名相关责任人进行问责。经调查认定，该滑坡是在不利地质条件下，受重力、岩溶和地质构造的长期作用而形成的特大型自然灾害。
调查认为，鉴于山体滑坡前有先兆，在滑坡区域内的陕西五洲矿业股份有限公司生活区一线人员因受认知所限，采取的应急避险措施不够、方法失当，又未向当地政府及有关部门报告，以致未能避免人员重大伤亡。
为深刻汲取惨痛教训，警示教育各类矿山企业高度重视安全生产和灾害防治工作，陕西省对８名相关责任人进行问责。其中，陕西五洲矿业股份有限公司采矿厂副厂长王昌清、李文艺负有直接责任，鉴于两人均已在灾害中死亡，不予追究。陕西五洲矿业股份有限公司采矿厂厂长赵福友，负有主要领导责任，给予行政撤职处分、留党察看一年处分，并移交司法机关调查处理。陕西五洲矿业股份有限公司安全环保部主任徐新昌，负有主要监管责任，给予行政撤职处分、留党察看一年处分，并移交司法机关调查处理。陕西五洲矿业股份有限公司副总经理于文远，负有重要领导责任，给予行政撤职处分、留党察看一年处分。陕西五洲矿业股份有限公司总经理艾军，负有重要领导责任，给予行政降级处分、撤销党内职务处分。
同时，陕西有色集团副总经理、陕西五洲矿业股份有限公司董事长、法人代表李炜，负有领导责任，给予行政记大过处分、党内警告处分。陕西有色集团总经理、党委副书记马宝平，负有领导责任，给予行政警告处分。责成陕西有色金属控股集团有限责任公司向陕西省委、省政府做出深刻书面检查。。